# 圣阿莱舒-达雷斯陶拉桑
圣阿莱舒-达雷斯陶拉桑是葡萄牙贝雅区的一个堂区。总面积179.53平方公里，总人口842人，人口密度4.7人/平方公里。